# تیم ملی فوتسال آلمان
تیم ملی فوتسال آلمان  نماینده آلمان در مسابقات بین‌المللی فوتسال و یکی از تیم‌های فوتسال اروپایی است.